# Cor Veldhoen
Cor Pleun Veldhoen (Rotterdam, 6 april 1939 – Barendrecht, 11 oktober 2005) was als voetballer actief voor Feyenoord. Veldhoen speelde in totaal 380 competitiewedstrijden voor de club uit Rotterdam, waarin hij twee doelpunten maakte.
Veldhoen, geboren en getogen in Rotterdam-Zuid, was het product van Feyenoords eigen jeugdopleiding. Hij maakte in 1956 op 17-jarige leeftijd zijn debuut in het eerste elftal van Feyenoord. In de jaren die volgden, groeide de snelle en technisch vaardige linksback uit tot een vaste waarde in het team.
De jaren zestig waren zijn hoogtijdagen als speler. Veldhoen won in dat decennium met Feyenoord vier landskampioenschappen (1961, 1962, 1965 en 1969) en twee KNVB bekers (1965 en 1969). Daarnaast maakte hij in deze periode regelmatig deel uit van de selectie van het Nederlands elftal. Veldhoen zou, tussen 1961 en 1967, uiteindelijk 27 interlands spelen. Onder leiding van de Roemeense bondscoach Elek Schwartz maakte hij zijn debuut voor Oranje op 14 mei 1961 in de WK-kwalificatiewedstrijd tegen Oost-Duitsland (1-1) in Leipzig, net als Ton Pronk (Ajax).
Het einde van het decennium betekende feitelijk ook het einde van Veldhoens carrière als voetballer. Hij behoorde weliswaar nog tot de Feyenoord-selectie in het seizoen 1969/70, het jaar waarin Feyenoord de Europacup I won, maar hij maakte dat jaar geen deel meer uit van de basisopstelling.
Na zijn spelersloopbaan was Veldhoen nog een aantal jaren actief in het Feyenoord-bestuur, en dreef daarnaast een technische onderneming. Tot zijn dood volgde hij het reilen en zeilen van de club met grote interesse.